# Micranthemum procerorum
Micranthemum procerorum là một loài thực vật có hoa trong họ Mã đề. Loài này được L.O. Williams mô tả khoa học đầu tiên năm 1972.